# ۱ اکتبر
۱ اکتبر دویست و هفتاد و چهارمین (در سال‌های کبیسه دویست و هفتاد و پنجمین) روز سال در گاه‌شماری میلادی است. ۹۱ روز تا پایان سال باقی‌است.

## رویدادها
- ۳۳۰ پ.م - نبرد گوگمل میان ارتش هخامنشی و سپاه اسکندر مقدونی در نزدیکی اربیل امروزی رخ داد.
- ۱۹۷۵ - کشور سیشل خودمختاری داخلی کسب کرد.
- ۱۹۷۵ - محمدعلی کلی، بوکسور آمریکایی در مسابقه‌ای در شهر مانیل، پایتخت فیلیپین جو فریزیر را شکست داد.
- ۱۹۷۸ - تووالو از بریتانیا کسب استقلال کرد.
- ۱۹۷۹ - پاپ ژان پل دوم نخستین دیدار خود از ایالات متحده را آغاز کرد.
- ۱۹۷۹ - ام تی آر، قطار شهری تندرو در هنگ کنگ گشوده شد.
- ۱۹۷۹ - ایالات متحده حاکمیت بر کانال پاناما را به دولت این کشور پس داد.
- ۱۹۸۲ - هلموت اشمیت صدر اعظم آلمان با دریافت رای عدم اعتماد از مجلس این کشور جای خود را به هلموت کوهل داد.
- ۱۹۸۲ - سونی اولین پلیر لوح فشرده خود را منتشر کرد.
- ۱۹۸۵ - نیروی هوایی اسرائیل دفتر مرکزی جنبش آزادی‌بخش فلسطین در تونس را بمباران کرد.
- ۱۹۸۷ - در اثر زمین لرزه‌ای به بزرگی ۵٫۹ ریشتر در دره سن گابریل واقع در ایالات متحده ۸ نفر کشته شدند.
- ۱۹۸۹ - دانمارک اولین اتحادیه مدنی همجنسگرایان را معرفی کرد.
- ۱۹۹۲ - کارتون نت‌ورک تلویزیون کابلی واقع در ایالات متحده شروع به مخابره برنامه کرد.
- ۱۹۹۴ - پالائو تحت قیمومیت ایالات متحده آمریکا از بریتانیا مستقل شد.
- ۲۰۰۹ - با رای دادگاه عالی بریتانیا مجلس عوام این کشور دارای اختیارات قضایی شد.
- ۲۰۱۲ - در اثر برخورد دو کشتی در حوالی بندر هنگ کنگ ۳۸ نفر کشته و ۱۰۲ تن مجروح شدند.[نیازمند منبع]
- ۲۰۱۳ - دولت فدرال ایالات متحده خدمت غیر اجباری سربازی را لغو کرد.[نیازمند منبع]

## زادروزها
- ۱۸۶۰ – آرتور فرانک ماتیوس، نقاش و معمار اهل ایالات متحده آمریکا (د. ۱۹۴۵)
- ۱۹۱۲ – لف نیکلایویچ گومی‌لی‌یوف، تاریخ‌دان و شاعر روس (د. ۱۹۹۲)
- ۱۹۲۴ – جیمی کارتر، سیاستمدار، تاجر و خیّر اهل ایالات متحده آمریکا (د. ۲۰۲۴)
- ۱۹۲۸ – ویلی مایرس، رانندهٔ مسابقات اتومبیل‌رانی فرمول یک اهل بلژیک (د. ۱۹۶۹)
- ۱۹۳۱ – فرانک گاردنر، رانندهٔ مسابقات اتومبیل‌رانی اهل استرالیا (د. ۲۰۰۹)
- ۱۹۴۲ – ژان-پیر جابویل، رانندهٔ مسابقات اتومبیل‌رانی فرمول یک اهل فرانسه (د. ۲۰۲۳)
- ۱۹۶۳ – ژان-دنیس دلتراز، رانندهٔ مسابقات اتومبیل‌رانی فرمول یک اهل سوئیس

## درگذشت‌ها
- ۱۹۴۷ - بدر لاما، بازیگر فلسطینی.[۱]

## مناسبت‌ها
- روز قوای مسلح در کشور کره جنوبی
- روز کودک در کشورهای ال سالوادور، گواتمالا و سریلانکا
- روز دادستان در کشور جمهوری آذربایجان
- روز استقلال کشورهای قبرس، نیجریه، پالائو و تووالو
- روز ملی کشور جمهوری خلق چین
- روز معلم در کشور ازبکستان
- روز اتحاد در کشور کامرون
- روز جهانی افراد مسن[نیازمند منبع]
- روز جهانی گیاه خواران[نیازمند منبع]